# Il partigiano Johnny (film)
Il partigiano Johnny è un film del 2000, diretto da Guido Chiesa, tratto dall'omonimo romanzo di Beppe Fenoglio.

## Trama
Johnny, studente universitario appassionato di letteratura inglese, dopo l'8 settembre 1943 diserta dall'esercito a Roma e ritorna a casa, ad Alba. Inizialmente rifugiatosi in una villa in collina, dove si dedica ai suoi studi, dopo la morte di un amico decide di agire in prima persona, lascia quindi la città e si aggrega alla prima formazione partigiana che incontra, i "rossi" guidati dal Biondo, dei quali non condivide l'ideologia comunista, ma solo il desiderio di combattere i fascisti.
Rimasto solo dopo che il gruppo si è sbandato sotto l'attacco tedesco, riesce a raggiungere la formazione dei badogliani detti anche "azzurri" o "autonomi", guidati dal carismatico comandante Nord, in contatto con gli alleati angloamericani, meglio equipaggiati ed organizzati. Tra di loro ritrova il suo caro amico Ettore e insieme partecipano alla temporanea, simbolica occupazione di Alba.
Ma tanti, piccoli scontri decimano e disperdono le loro forze, Ettore viene catturato e condannato a morte, e Johnny si ritrova ad affrontare il duro inverno del 1944 di nuovo solo. In primavera, Nord riunisce gli uomini e riprendono le attività di guerriglia. Il film si chiude su un'immagine fissa di Johnny impegnato in combattimento, forse sopraffatto dai nemici, seguita dalla scritta "Due mesi dopo la guerra era finita".

## Produzione

### Sceneggiatura
Per Guido Chiesa Il partigiano Johnny è «un progetto fortemente desiderato e voluto». Il regista lesse per la prima volta il romanzo all'università e nel 1984, appena laureato, scrisse una sceneggiatura intitolata La guerra di Johnny, basata su racconti tratti da I ventitré giorni della città di Alba. Nel 1998 realizzò un documentario televisivo sulla vita di Fenoglio, Una questione privata.
Chiesa definisce il romanzo di Fenoglio «antirealistico, epico, pieno di poesia». Inizialmente affascinato soprattutto dal tema della "guerra civile" «con il passare del tempo il centro della mia attenzione si è spostato sulla "questione privata", sull'odissea umana narrata da Fenoglio, ovvero sul suo faticoso e quotidiano farsi uomo nel tragico scenario della caduta del fascismo e della guerra».
Il rapporto con la fonte letteraria è reso particolarmente complesso dal fatto che si tratti di un romanzo incompiuto, di cui esistono più versioni. Per la sceneggiatura Guido Chiesa ed Antonio Leotti hanno attinto alle varie stesure del libro, colmando alcune lacune narrative rifacendosi alla vita dello scrittore ed utilizzando anche un romanzo precedente che aveva per protagonista il personaggio di Johnny, Primavera di bellezza.

### Cast
Stefano Dionisi venne scelto anche per la somiglianza fisica con il giovane Beppe Fenoglio.

## Distribuzione
Il film è stato presentato in concorso il 4 settembre 2000 alla Mostra del cinema di Venezia ed è stato distribuito nelle sale cinematografiche italiane il 17 novembre 2000.

### Incassi
Il partigiano Johnny ha confermato lo scarso interesse del pubblico per il tema della Resistenza. Già gli ultimi film che avevano trattato l'argomento, Porzûs di Renzo Martinelli e I piccoli maestri di Daniele Luchetti, erano stati degli insuccessi commerciali (il secondo aveva incassato 1.618.593.000 £, 88° incasso della stagione cinematografica 1998/99) e il film di Chiesa non ha avuto un esito migliore, incassando appena un miliardo di lire.